# Slender Rising
Slender Rising es un videojuego de terror en primera persona para iOS del desarrollador Michael Hegemann. Se publicó el 12 de noviembre de 2012 y se ejecuta en todos los dispositivos Apple iOS desde iPhone 3GS en adelante. El juego se actualizó desde su lanzamiento y, desde el 5 de enero de 2013, hay una versión gratuita disponible. El juego se basa en los mitos en línea Slender Man, donde el jugador debe evitar la peligrosa entidad conocida como Slender Man.
En 2014, el juego también se porteo a Android, pero en 2018 se eliminó de Google Play y ya no se actualizó.

## Jugabilidad
Slender Rising está diseñado como un juego para un jugador. En el juego, el jugador se mueve alrededor de una ubicación cerrada y laberíntica (de la cual hay varias para elegir) y busca señales/páginas esparcidas por todo el mapa. Mientras lo hacen, deben evitar al enemigo, un ser sobrenatural hostil conocido como Slender Man.
Los letreros están dispersos aleatoriamente por el mapa. Los efectos de sonido de susurros fantasmales ayudan al jugador a encontrarlos, así como una flecha roja si se selecciona la opción de brújula. El Slender Man acecha al jugador por el mapa y puede teletransportarse más cerca del jugador, pero debe evitar mirar al enemigo. Cuando el jugador ve a Slender Man, debe apartar la mirada rápidamente o serán asesinados (y perderán la ronda). Hay dos opciones de juego disponibles: un modo infinito en el que el jugador debe encontrar tantas señales como sea posible antes de que el enemigo los mate; o un modo limitado donde deben recolectar siete signos, mientras que Slender Man se vuelve cada vez más agresivo a medida que avanzan. También se puede seleccionar la dificultad.
Hay cuatro mapas/ubicaciones diferentes disponibles para jugar: las Ruinas Malditas, un antiguo cementerio; el Pueblo Desolado, un pueblo fantasma desierto; el Bosque Encantado; y el Pabellón Perdido, un asilo abandonado. El usuario también puede seleccionar entre múltiples opciones de ambiente estético, incluido un modo diurno y modos nocturnos (con varias variaciones).

## Recepción
El juego ha recibido críticas muy positivas. Slender Rising alcanzó el número 3 en los Estados Unidos y número 7 en los gráficos de aplicaciones alemanes. Actualmente se encuentra entre los 200 mejores juegos pagados para iPhone.
David Craddock de TouchArcade dijo sobre el juego, "Slender Rising es posiblemente la mejor versión de Slender hasta el momento y sin duda el pináculo del mito en iOS".
Edward Smith, de International Business Times declaró, "Slender Rising es excelente. Da miedo y agrega muchas ideas nuevas e inteligentes al juego original".

## Secuela
En enero de 2014, la secuela Slender Rising 2 se publicó en la App Store. Cuenta con nuevos mapas y nuevas mecánicas de juego.